# 依頼人から一言
『依頼人から一言』（スポンサーからひとこと）は、たがみよしひさによる日本の推理漫画。『DUO』（朝日ソノラマ）1982年1月号から3月号、『DUO別冊』（同社刊）1983年5月号に掲載された。
単行本化されたほか、ゲストとして成長した姿で登場した『NERVOUS BREAKDOWN』のコミックにも併録されている。
タイトルはフレドリック・ブラウンのサイエンス・フィクション短編集『スポンサーから一言』のもじりである。また彼らが登場するエピソードのサブタイトルは『NERVOUS BREAKDOWN』を含めて全て「女」が含まれ、「女の幽霊」が重要な存在になっている。また、超常現象が起きることも多く、「犯人が逮捕されて終わり」という結末にならないこともある。

## あらすじ
かわいい女
金さえ貰えばあらゆる事件を引き受け、解決するという事件研究同好会、通称「T・R・C」を発足させていた多岐川礼（俗称「レイ」）、遠藤康隆（俗称「ブラウン」）は、西村美紗（俗称「姫」）から「彼氏である吉岡義明の部屋でセックス中に見たおばけの正体」の調査を依頼される。レイが交際中の女性で状況の再現を試したところ、またもその「おばけ」が現れる。レイは吉岡に「幽霊を見た日に部屋にやってきたもの」を尋ねると、結婚した義明の兄が前の恋人に買い与えた人形に思い当たる。兄は結婚相手と前の恋人のどちらと結婚するか迷った末、今の相手を選んだという。
雪女がみていた もしくは"閉ざされた山荘"テーマ〈前編〉〈後編〉
1981年の年末、姫に連れられて梶山佐和子が調査依頼に訪れる。彼女は同級生の伯父が経営するペンションに現れる雪女の正体と、ゲレンデに現れる「幻のシュプール」の謎を解明して欲しいと申し出る。ペンションを訪れたレイたちの前で、再び幻のシュプールが現れ、彼らが調査に向かっていたさなかには宿泊客が雪女を目撃。さらに大雪で数日間孤立状態となったペンション内で、息つく間もなく殺人事件が発生する。
泣き叫ぶ女の人
友人の橋本美貴子とともに依頼に訪れた成瀬しのぶ。彼女の話では、「3日ほど前からあらゆるものに『泣き叫ぶ女の人』が見える」と言い、その女が自殺した同級生の村松潤子に似ているという。しかしその場で、佐和子が「潤子の彼氏を寝取ったのは彼女の親友だったしのぶ自身」と暴露し、しのぶを糾弾したために美貴子が怒り、彼女を連れてその場を去ったために依頼は流れてしまう。だが、後日再び「泣き叫ぶ女の人」が現れたと聞きつけたレイたちは、しのぶの元を訪れ、改めて依頼を引き受け、調査を開始する。

## 主要登場人物
多岐川礼
白鳳高校1年C組在籍、16歳。T・R・Cの会長で、会のブレーン。俗称はレイ。長髪を後ろで束ねている。
冷静沈着な性格で、あらゆる事件を論理的に筋立てて解決する。物語開始時点では別の女性と付き合っていたが、事件調査の際に彼女を利用してしまったことが原因で別れ、2話からは姫と付き合うようになる。
『NERVOUS BREAKDOWN』で再登場した際は、オカルトもののライターを生業とするとともに、「趣味の探偵」としても活動しており、安堂とやりとりしながら事件解決を目指す。また、テレビの心霊番組では依頼されて「心霊研究家」を名乗り、やらせをしたことも。最終話にも登場したが、ブラウンとともに何者かに殺されたことが語られる（ただし夢オチ）
遠藤康隆
1年B組在籍、17歳（1回留年しているため）。T・R・Cの部長で、肉体労働担当。俗称はブラウン。アフロヘアーに口髭をたくわえている。
中学校では陸上部に所属しており、「北中ハイジャンの遠藤康隆」として知られていた。バイクの免許を持つ。笹沢静子は中学校の後輩で既知の間柄だったが、彼女が自分に好意を持っており、そのために事件の舞台であるペンションまで呼び出されたことには気づいていなかった。「雪女がみていた」の事件解決後、交際を始める。
『NERVOUS BREAKDOWN』で再登場した際は、喫茶店「Brown」を経営しながら、レイと組んで「趣味の探偵」を行っている。
西村美紗
1年B組在籍、16歳。俗称は姫。カーリーヘアーが特徴。
「かわいい女」で依頼人として登場。部の「ふろく」。作品でのマスコット的存在で、ほとんど2,3頭身で描かれている。レイとは幼稚園からの腐れ縁。物語開始時点では「（レイのような）ホソイ男は嫌い」と言っていたが、事件解決後は彼と付き合う。性に奔放で、レイとは幼稚園の時にお医者さんごっこをし、彼が彼女に振られた時は「調達されて」セックスしているほか、16歳にして既に最低3人以上と関係を持っている。
『NERVOUS BREAKDOWN』では、無職独身を謳歌し、「趣味の探偵」にも同行している。
笹沢静子
俗称はクリスティ。
白鳳高校1年生で、「雪女がみていた」の依頼人の一人。ブラウンと同じ中学校の陸上部に所属しており、彼に好意を持っていた。彼に告白するため、伯父が経営するペンション付近で雪女になりすまして騒ぎを起こし、その調査を口実にペンションへ誘う。そこで思いもよらぬ殺人事件が起きることになるが、事件解決後にはブラウンと交際を始め、T・R・Cの主任となる。
梶山佐和子
白鳳高校1年生で、「雪女がみていた」の依頼人の一人。事件解決後、T・R・Cの顧問となる。作中では唯一の常識人。

## 書誌情報
- たがみよしひさ 『依頼人から一言』 朝日ソノラマ〈デュオセレクション〉
  - 1984年8月 ISBN 4-257-90052-0
- たがみよしひさ 『NERVOUS BREAKDOWN』学習研究社 〈ノーラコミックス〉
  - 11巻 1996年4月6日発行 ISBN 4-05-601211-3
全4話を併録。ゲストとして登場させたが、掲載時の「知らない」「読んだことがない」という読者からの意見に応えたもの。収録にあたり写植文字の約90%が改正されている[7]。
- たがみよしひさ 『依頼人から一言 たがみよしひさ傑作コレクション』 さくら出版
  - 1999年12月 ISBN 4-916085-77-9
「私立北鳳高校K.I.E」、「まかいのもりのあかいぬま」、「Dが落ちた日」を並録。
  - 電子書籍版はぶんか社から販売されている。